# 文语体
文語體（日语：〔〕／ Bungotai */?），是日本昭和时期之前日语的文学形式，是以中古日语即平安时代的口语为基础，同时也受到了后来新口音的影响所形成的文學體系。
文語體到了昭和時期逐漸成為官方公文的正式文體，但由於此時民間開始追求白話文運動，以及出現許多以白話文寫作的小說家，因此越來越少人以文語體寫作，使得文語體成為一種與民間隔閡甚大的文體，如同中文的文言文，最終於二戰結束後，日本政府開始將文書資料改用口語體書寫，文言體正式退出日本社會。

## 類型
在廣義上，文語體還可包含以下類型的古日文文體：
漢文
即文言文，為當初自中國傳入日本的書寫文體，原先是用以紀錄漢語，但後來開始出現以訓讀方式來記錄日語，之後甚至出現帶有日本語言風格的變體漢文。
漢文訓讀體
一種將漢文與片假名混寫使用的文體，介於中文與日文之間的文言式文體，歷史可追溯至奈良時代，至明治時代成為了官方文體，稱作「標準文」，日本帝国時期的公文及法律就是以這種文體書寫而成的，第二次世界大战結束後便不再使用。
候文
是日本語在中世至昭和時期前後所使用的一種文言體，屬變體漢文（変体漢文）。因其在句末使用丁寧助動詞「候」（そうろう、そろ，歷史假名遣作「サウラフ」），故而得名。
和漢混淆文
是和文體和漢文訓讀文體混用的日語文體，平安時代後期出現。特別是鎌倉時代以後，用於軍記物語等而被廣泛傳播，在文學中，又以今昔物語集最為有名。
和文
以平安時代中期的口語為主的文體，以清少納言及紫式部等為代表作家，主要以萬葉假名為主，也是現今日本學校中所教授的古文。
宣命体
奈良時代用來記錄天皇所宣布的命令及詔書等等的文體，並以日語口語紀錄，由漢文和萬葉假名寫成，和翻譯成漢語文言寫成的「詔敕」相對，又可因萬葉假名的寫法可再細分出宣命大書體及宣命小書體兩種。

## 拼字法
書面上，文言體和現代日本文體的區別有二：一是使用舊字體（ Kyūjitai），另一是使用歷史假名遣（ Rekishiteki Kanazukai）。

### 舊字體
舊字體為日本漢字的傳統形式，其簡略化形式稱為新字體，在日本民間常被使用。（ Shinjitai）。二戰以後，日本開始進行漢字簡化。在漢字正式的改革前，舊字體被稱為日语：／ seiji或日语：〔〕／ seijitai。
以下舉數例說明舊字體與新字體的不同：
- (karada)
- (kyū )
- (tō-)
- (ata-eru)
- (hen)
- (shizuka)
- (tame)
- (makoto)

### 歷史假名遣

#### ワ行規律
原生的日文單詞
中-日單詞

#### ダ行規律
原生的日文單詞
中-日單詞
外來語

## 文法
miru